# De Bloemenstal
De Bloemenstal was een Nederlands televisieprogramma gepresenteerd door Winston Gerschtanowitz en Nicolette van Dam. De Bloemenstal verving in 2008 samen met Wie is de Chef? het programma RTL Boulevard, dat met zomerstop was. Het programma is in de jaren nadien verschillende keren herhaald.
Gerschtanowitz en Van Dam vragen Nederlanders naar het verhaal achter een boeketje bloemen.

## Presentatie
- Winston Gerschtanowitz (2008)
- Nicolette van Dam (2008)